# LCD
Ekran sa tečnim kristalom (engl. liquid-crystal display, LCD) je ekran zasnovan na tehnologiji tečnih kristala. Danas se najčešće koriste u LCD monitorima u obliku aktivnih TFT LCD ekrana. TFT LCD ekran sastoji se od određenog broja piksela, koji su poređani ispred nekog svetlosnog izvora (danas najčešće LED-ice, a donedavno CCFL cevi). Troši relativno malo električne energije, te zauzima malo prostora. Tekuće kristale otkrio je još 1888. godine austrijski botaničar F. Reintzer, kada je proučavao materiju po imenu cholesteryl benzoate. Taljenjem te materije dobio je mutnu tečnost koja se hlađenjem bistrila i na kraju se kristalisala. Međutim, tek je 1968. godine pronađena materija koja je na sobnoj temperaturi imala ova svojstva.
Tečne kristale je krajem 19. veka prvi pronašao austrijski botaničar Friedrich Reinitzer, a sam termin "tečni kristal" smislio je malo kasnije nemački fizičar Otto Lehmann.
Tečni kristali su gotovo providne supstance, koji imaju osobine i čvrste i tečne materije. svetlo koje prolazi kroz tečne kristale prati poredak molekula od kojih se oni sastoje - što je osobina čvrste materije. 1960-ih godina otkriveno je
da naelektrisavanje tečnih kristala menja njihov molekularni poredak i samim tim i način kako svetlo prolazi kroz njih - što je osobina tečnosti.
Od njihove pojave kao medijuma za displeje 1971. godine, tečni kristali su ušli u različite oblasti koje obuhvataju minijaturnu televiziju, digitalne fotoaparate, video kamere i monitore, a danas mnogi veruju da je LCD tehnologija koja će najverovatnije zameniti monitor sa katodnom cevi. Od svog početka, tehnologija se značajno razvila, tako da današnji proizvodi više ne liče na stare, nespretne monohromatske uređaje. Ona se pojavila pre tehnologija ravnih ekrana i osigurala je svoj položaj u oblasti prenosnih i ručnih PC računara, gde je na raspolaganju u dva oblika:
- jeftiniji DSTN (engl. dual-scan twisted nematic) - obrnuti nematik sa dvostrukim skeniranjem
- tranzistor sa tankim filmom TFT (engl. thin  film  transistor)  za  sliku  visokog kvaliteta

Displeji sa tečnim kristalima imaju brojne prednosti u odnosu na ekrane sa katodnim cevima, u pogledu gabarita, potrošnje električne energije i treperenja, kao i "besprekornu" geometriju. Mane su im mnogo veća cena, lošiji vidni ugao i malo slabije performanse prikaza boja.

### Princip rada
LCD je transmisivna tehnologija. Displej radi tako što propušta promenljive količine belog pozadinskog svetla stalnog intenziteta kroz aktivni filtar. Crveni, zeleni i plavi elementi piksela dobijaju se jednostavnim filtriranjem belog svetla.
Većina tečnih kristala su organska jedinjenja koja se sastoje od dugačkih molekula u vidu šipke koji se, u svom prirodnom stanju, raspoređuju tako da su im podužne ose približno paralelne.  Moguće  je  precizno  kontrolisati  poravnanje  ovih  molekula  ako  se  tečni  kristal nanosi na fino izbrazdanu površinu. Poravnanje molekula tada prati brazde, pa ako su one sasvim paralelne, takav će biti i raspored molekula.
Prvi princip jednog LCD displeja sastoji se u postavljanju tečnog kristala u "sendvič" između dve fino izbrazdane površine, gde su brazde na jednoj površini normalne (pod uglom od 90 stepeni) u odnosu na brazde na drugoj površini. Ako su molekuli na jednoj površini poređani u pravcu sever-jug, a molekuli na drugoj u pravcu istok-zapad, onda su oni između prisiljeni da budu u stanju obrtanja od 90 stepeni.
Svetlost prati poredak molekula i zato se obrne za 90 stepeni dok prolazi kroz tečni kristal. Međutim, na osnovu otkrića u RCA America, kada se tečni kristal stavi pod napon, molekuli se sami poređaju vertikalno, dozvoljavajući svetlu da prođe bez obrtanja.
Drugi princip jednog LCD displeja oslanja se na osobine polarizujućih filtara i same svetlosti. Talasi prirodne svetlosti su orijentisani pod slučajnim uglovima. Polarizujući filtar je jednostavno skup veoma finih paralelnih linija. Ove linije dejstvuju kao mreža, zaustavljajući  sve  svetlosne  talase  sem  onih  koji  su  (slučajno)  orijentisani  paralelno  tim linijama. Superpozicijom dva filtra, tako  da  linije jednog  budu  raspoređene  normalno  u odnosu na linije drugog filtra, svetlost bi bila potpuno zaustavljena. Svetlost bi prošla kroz drugi polarizator ako bi njegove linije bile tačno paralelne sa prvim, ili ako bi sama svetlost bila obrnuta tako da odgovara drugom polarizatoru.
Tipičan obrnuti nematički (TN - twisted nematic) tečni kristal sastoji se od dva polarizujuća filtra sa međusobno normalno raspoređenim linijama (pod uglom od 90 stepeni) koji bi, kao što je opisano, zaustavili svu svetlost koja bi pokušala da prođe kroz njih. Ali, između ovih polarizatora se nalaze obrnuti tečni kristali. Zato se svetlost polarizuje pomoću prvog filtra, obrće za 90 stepeni pomoću tečnih kristala i najzad potpuno prolazi kroz drugi polarizujući filtar. Međutim, kada se priključi električni napon na tečne kristale, molekuli se prestroje  vertikalno, dozvoljavajući svetlosti da prođe kroz njih bez obrtanja, ali se ona zaustavlja na drugom filtru. Posledica toga je da ako nema napona - svetlost prolazi, a ako se napon uključi - nema svetlosti na drugom kraju.
Kristali u LCD displeju mogli bi biti alternativno raspoređeni, tako da svetlost prolazi kada ima napona, a ne prolazi kada ga nema. Međutim, kako su ekrani skoro uvek uključeni, štedi se električna  energija  ako se kristali rasporede tako da kada nema napona - prolazi svetlost.

### Glavne karakteristike
Displeji sa tečnim kristalima slede različit skup pravila od displeja sa katodnim cevima, nudeći prednosti u pogledu veličine, potrošnje električne energije i treperenja, kao i "besprekornu" geometriju. Mane su im mnogo veća cena, lošiji vidni ugao i manje tačna performansa u pogledu boja.
Dok su katodne cevi u stanju da prikazuju niz rezolucija i da ih skaliraju tako da odgovaraju ekranu, LCD panel ima fiksiran broj ćelija sa tečnim kristalima i može da prikaže samo jednu rezoluciju na punoj veličini ekrana, koristeći jednu ćeliju po pikselu. Manje rezolucije mogu da se prikažu koristeći samo deo ekrana. Na primer, panel od 1024 x 768 piksela može da prikazuje  rezoluciju  od  640  x 480  koristeći  samo  66%  površine  ekrana.  Većina  displeja  sa tečnim  kristalima  mogu  da  ponovo  skaliraju  slike  niže  rezolucije  tako  da  popune  ekran. Međutim, to bolje uspeva sa slikama sa kontinualnim tonom, kao što su fotografije, nego sa tekstom i slikama sa finim detaljima, gde rezultat može biti u vidu loših pojava nazubljenosti kod kosih linija i slično. Najbolji rezultati postižu se kod onih LCD displeja koji uzimaju u obzir ceo ekran kada vrše skaliranje slike, uklanjajući tako pojave nazubljenosti (slično anti- aliasing algoritmima).
Za razliku od monitora sa katodnim cevima, ceo displej je vidljiv, pa LCD ekran iste dijagonale kao CRT ima veću korisnu površinu (kod CRT monitora maska ekrana prekriva 2-
3cm od svake ivice ekrana). U tabeli su prikazane kombinacije iz kojih se vidi da bilo koji displej sa tečnim kristalima odgovara katodnoj cevi koja je 2 do 3 inča veća:
| Veličina ravnog panela | Veličina katodne cevi | Tipična rezolucija          |
| ---------------------- | --------------------- | --------------------------- |
| 13,5 inča              | 15 inča               | 800 x 600                   |
| 14,5 do 15 inča        | 17 inča               | 1024 x 768 ili 1280 x 1024  |
| 18 inča                | 21 inč                | 1280 x 1024 ili 1600 x 1200 |

Katodna cev ima tri elektronska topa čiji mlazevi moraju da konvergiraju bez greške, da bi stvorili oštru sliku. Kod panela sa tečnim kristalima nema problema konvergencije, jer se svaka ćelija uključuje  i isključuje  pojedinačno.  To je razlog zašto tekst na monitoru  sa tečnim kristalima  izgleda tako jasan. Nema briga oko brzina osvežavanja  i treperenja  kod panela sa tečnim kristalima - LCD ćelije su ili uključene ili isključene, pa slike mogu da se prikazuju sa malim brzinama osvežavanja, između 40 i 60 Hz, a da nemaju veće treperenje od onih koje imaju brzinu osvežavanja od 75 Hz.
Sa druge strane, moguće je da jedna ili više ćelija na LCD panelu otkažu. Na monitoru od 1024 x 768 piksela, postoje po tri ćelije za svaki piksel - po jedna za crveno, zeleno i plavo
- što čini blizu 2,4 miliona ćelija (1024 x 768 x 3 = 2359296). Mala je šansa da sve one budu perfektne; verovatnije  je da će neke od njih da otkažu, bilo da ostanu upaljene (stvarajući grešku "cigle") ili da se isključe (što je "tamna" greška). Neki od kupaca mogu da pomisle da im veća cena LCD displeja garantuje besprekorne ekrane, što nažalost nije tačno.
LCD monitori imaju druge elemente koje ne možete pronaći u displejima sa katodnim cevima. Paneli su osvetljeni pomoću fluorescentnih cevi koje su nalaze u zadnjem delu uređaja. Ponekad, displej će davati svetlije linije u jednim delovima ekrana nego u drugim. Takođe, moguće je videti prekide ili pojavu parazitnih slika na ekranu, gde posebno svetla ili tamna slika može da utiče na susedne delove ekrana. Fini uzorci, kao na primer umekšane slike, mogu da stvore "moare" ili interferentne uzorke koji trepere.
Problemi ugla gledanja se javljaju na displejima sa tečnim kristalima zato što je ta tehnologija  transmisivni  sistem  koji  radi  pomoću  modulacije  svetlosti  koja  prolazi  kroz displej, dok su katodne cevi, naprotiv, emisivne. Kod emisivnih displeja, postoji materijal koji emituje svetlost na prednji deo displeja, što se lako vidi pod širokim uglovima. Kod displeja sa tečnim kristalima,  dok prolazi kroz željeni piksel, svetlost emitovana  pod većim uglom prolazi i kroz susedne piksele, što prouzrokuje izobličenje boje.
Danas  se  većina  monitora  sa  tečnim  kristalima  uključuju  i  uobičajeni  15-pinski analogni VGA priključak na računaru i koriste analogno-digitalni konvertor da pretvore signal u oblik koji panel može da upotrebi. VESA je uradila specifikaciju za digitalni video priključak (DVI)  koji je odobren  kao industrijski  standard  početkom  1998.  godine.  Noviji  LCD monitori imaju i analogne i digitalne ulaze. Kako LCD monitori postaju sve rasprostranjeniji, sve više proizvođača nudi svoje grafičke kartice, čak i slabije modele,  u varijanti sa VGA i DVI izlazima.

### DSTN displeji
Pasivna matrica displeja sa tečnim kristalima ima više slojeva. Prvi je od stakla, na koje je nanesen metalni  oksid. Materijal  koji se koristi  je veoma  providan,  pa tako ne  utiče  na  kvalitet  slike.  Matrica radi kao rešetka elektroda za redove i kolone koje propuštaju struju da bi se aktivirali pojedini elementi ekrana. Odozgo je nanesen polimer koji ima niz paralelnih žlebova na koje se vezuju molekuli. To se zove sloj za  poravnanje   i  ponovljen   je  na drugoj  staklenoj  ploči  koja  takođe ima izvestan broj odstojnika za održavanje rastojanje između dve pločice stakla kada se one postave zajedno u sklopu.
Ivice se onda zaliju epoksidnom smolom, ali sa otvorom ostavljenim u jednom uglu. To omogućava da se materijal sa tečnim kristalima unese između pločica (u vakuumu) pre nego što se pločice potpuno zaliju. U prvim modelima ovaj proces je bio sklon greškama, što je  rezultovalo  zaglavljenim  ili  izgubljenim  pikselima,  u  onim  delovima  gde  materijal  sa tečnim kristalima nije uspeo da stigne u sve delove ekrana.
Zatim su naneseni  polarizacioni slojevi na krajnje spoljašnje površine svake staklene pločice, tako da odgovaraju orijentaciji slojeva za poravnanje. Kod DSTN, ili ekrana sa dvostrukim skaniranjem,  orijentacija slojeva za poravnanje varira između 90 i 270 stepeni zavisno  od  ukupne  rotacije  tečnih  kristala  između  njih.  Dodata  je  i  pozadinska  svetlost, tipično u obliku fluorescentnih cevi sa hladnom katodom, montiranih duž gornje i donje ivice panela. Svetlost se raspodeljuje po panelu pomoću plastičnog svetlovoda ili prizme.
Slika koja se pojavljuje  na ekranu, stvara se pomoću  te svetlosti  koja prolazi kroz slojeve panela. Ukoliko na LCD panel nije priključeno napajanje, pozadinska svetlost je vertikalno  polarizovana  zadnjim  filtrom  i  prelama  se  od  molekularnih  lanaca  u  tečnom kristalu,  tako  da  se  pojavljuje  iz  horizontalno  polarizovanog   filtra  na  prednjem  delu. Uključivanje  napona prestrojava kristale, tako da svetlost ne može da prođe, što proizvodi taman piksel. Displeji sa tečnim kristalima u boji jednostavno koriste dodatne crveno, zeleno i plavo obojene filtre nad tri posebna LCD elementa da bi stvorili piksel u više različitih boja.
Međutim, sam odziv LCD displeja pasivnom matricom je vrlo spor. Kod brzo promenljivog sadržaja ekrana, kao što je to slučaj sa videom ili brzim pokretima miša, često se  pojavljuje  "razmazanost"  i "duhovi"  jer  displej  ne  može  da  drži  korak  sa  promenama sadržaja. Pored toga, pasivna matrica izaziva i pojavu parazitnih  dupliranih  slika, efekat u kome jedno područje sa uključenim pikselima izaziva senku na isključenim pikselima u istim redovima i kolonama. Ovaj problem može značajno da se umanji deljenjem ekrana na dva dela i njihovim nezavisnim osvežavanjem, kao i usavršavanjima  u cilju poboljšanja ekrana sa pasivnim matricama.
Krajem  1990-ih  godina,  više različitih  postepenih  razvoja  istovremeno  je povećalo brzinu i kontrast displeja sa dvostrukim skaniranjem. Hibridni pasivni displeji sa tečnim kristalima (HPD) koje su zajednički razvile firme Toshiba i Sharp, koristili su drugačiju formulaciju materijala sa tečnim kristalima, da bi obezbedili postepeno, mada značajno poboljšanje kvaliteta displeja, uz malo povećanje cene. Niži viskozitet tečnog kristala znači da materijal može brže da prelazi iz jednog stanja u drugo. Kombinovano sa povećanim brojem upravljačkih impulsa koji se upućuju na svaku liniju piksela, ovo poboljšanje je omogućilo da HPD LCD nadmaše DSTN displeje i priđu bliže performansama LCD displeja sa aktivnom matricom. Na primer, ćelije DSTN imaju vreme odziva od 300 ms, poređeno sa HPD kod kojih je to 150 ms, dok je kod ćelija TFT vreme odziva ispod 25 ms. Kontrast je poboljšan od prethodnog 40:1 na 50:1, a napredak je postignut i u pogledu preslušavanja.
Jedan drugi pristup bila je tehnika zvana višelinijsko adresiranje, koja je analizirala ulazni video signal i preključivala panel onoliko brzo koliko je to određena slika dozvoljavala. Firma  Sharp  je  ponudila  sopstvenu  verziju  ove  tehnike  koja  se  zvala  Sharp  Addressing; verzija firme Hitachi se zvala HPA (High Performance Addressing - adresiranje visoke performanse). Ovi paneli novije generacije su davali video kvalitet i uglove gledanja koji su ih postavili bar u istu arenu sa TFT ekranima, ako baš i ne pripadaju istoj ligi.

### Boje, osvetljenost i kontrast
Da bi se stvorile nijanse potrebne za displej sa vernim bojama, moraju da postoje neki srednji nivoi osvetljenosti između punog svetla i potpunog odsustva svetla koje prolazi kroz ekran. Menjanje nivoa osvetljenosti koje se traži da bi se napravio displej sa vernim bojama postiže se promenom napona pod koji se stavljaju tečni kristali. Tečni kristali se u stvari obrću brzinom koja je direktno srazmerna naponu, omogućavajući tako da se upravlja količinom svetlosti. U praksi, ipak, promena napona displeja sa tečnim kristalima nudi samo 64 različite nijanse po elementu (6 bita), suprotno od displeja u boji sa katodnim cevima koji mogu da stvore 256 nijansi (8 bita). Uz upotrebu tri elementa po pikselu, to ima za rezultat da displeji sa tečnim kristalima u boji mogu da daju maksimalno  262144 različite boje (18 bita), poređeno sa monitorima u pravoj boji sa katodnim cevima koji daju 16777216 boja (24 bita).
Kako multimedijalne primene postaju sve rasprostranjenije, nedostatak prave 24-bitne palete boja na displejima sa tečnim kristalima postaje ozbiljno pitanje. Dok su 18 bita dobri za većinu primena, to je nedovoljno za fotografiju ili video. Neke konstrukcije displeja sa tečnim kristalima  uspele  su  da  prošire  dubinu  boje  na  24  bita  prikazujući  naizmenično  različite nijanse na uzastopnim  osvežavanjima  kadra, što je tehnika poznata kao FRC (Frame Rate Control - kontrola brzine kadra). Međutim, razlika je suviše velika, zapaža se treperenje.
Firma Hitachi je razvila tehniku gde se priključuje napona na susedne ćelije da bi se stvorile vrlo male promene uzorka u sekvenci od tri do četiri kadra. Sa njom, Hitachi može da simulira ne baš 256 nivoa sivog, ali još uvek vrlo prihvatljivih 253 nivoa sivog, što se prevodi u više od 16 miliona boja - i gotovo se ne može razlikovati od prave 24-bitne palete.
Odnos kontrasta je mera koja pokazuje koliko je svetliji čisto beli izlaz u poređenju sa čisto crnim izlazom. Što je kontrast veći, to je slika oštrija, a belo će biti čistije. U poređenju sa LCD displejima, monitor sa katodnom cevi nudi daleko veći odnos kontrasta.
Vreme  odziva  se  meri  u  milisekundama  i  odnosi  se  na  vreme  koje  je  potrebno svakom pikselu da bi odgovorio na komandu koju prima iz kontrolera panela. Vreme odziva se koristi samo kada se govori o LCD displejima, zbog načina na koji oni šalju svoj signal. Vreme odziva se ne primenjuje na monitore sa katodnim cevima zbog načina na koji oni prikazuju informacije (elektronski mlaz koji pobuđuje fosfor).
Ima mnogo različitih načina na koje se može meriti osvetljaj. Što je veći nivo osvetljenosti (koji se u tabeli predstavlja većim brojem), to će svetlije biti prikazano belo na displeju. Životni vek LCD monitora je približno 60000 sati, ili oko 6,8 godina. U odnosu na to, katodne cevi mogu da traju mnogo duže. Međutim, dok LCD displeji jednostavno izgore, katodne cevi postaju slabije kako stare i u praksi nemaju mogućnost da daju osvetljaj prema ISO standardima posle oko 40000 sati upotrebe.

### TFT ekrani
Mnoga preduzeća su usvojila tehnologiju tranzistora tankog filma (TFT - Thin Film Transistor)  da bi poboljšala  ekrane u boji. U TFT ekranu, takođe poznatom  i kao aktivna matrica, na LCD panel je povezana dodatna matrica tranzistora - po jedan tranzistor za svaku boju (crvenu, zelenu i plavu) svakog piksela. Ovi tranzistori upravljaju pikselima, eliminišući jednim udarcem i problem parazitnih dupliranja slika i malu brzinu odziva koji muče ne-TFT displeje sa tečnim kristalima. Rezultat su vremena odziva ekrana reda 25 ms, odnosi kontrasta u  oblasti  od  200:1  do  400:1  i  vrednosti  osvetljaja  između  200  i  250  cd/m2   (kandela  po kvadratnom metru).

Elementi svakog piksela od tečnih kristala su uređeni tako da u njihovom normalnom stanju  (bez  uključenog  napona)  svetlost  koja  dolazi  kroz  pasivni  filtar  je  "pogrešno" polarisana i zato zaustavljena. Ali, kada se napon priključi na elemente tečnih kristala, oni se obrću do devedeset stepeni u srazmeri sa naponom, menjajući svoju polarizaciju i puštajući da prođe više svetlosti. Tranzistori upravljaju stepenom obrtanja i shodno tome intenzitetom crvenih, zelenih i plavih elemenata svakog piksela koji uobličava sliku na ekranu.
TFT (engl. Thin Film Transistor) ekrani  mogu  da se naprave  mnogo  tanjim od LCD-ova,  što ih čini lakšim,  a brzine osvežavanja sa sada približavaju onima koje imaju katodne cevi, jer rade oko deset puta brže od DSTN ekrana. VGA ekrani zahtevaju oko 921000 tranzistora (640x480x3), dok je za rezoluciju od 1024x768 potrebno 2359296 tranzistora i svaki treba da bude besprekoran. Kompletna matrica tranzistora treba da se proizvede na jednoj jedinoj skupoj silicijumskoj pločici i samo malo prisustvo nečistoća znači da cela ploča mora da se odbaci. To dovodi do znatnog povećanja troškova proizvodnje i glavni je razlog za visoku cenu TFT displeja. To je takođe razlog zašto je u svakom TFT displeju postoji nekoliko neispravnih piksela čiji su tranzistori otkazali.
Postoje dva fenomena koji definišu neispravan LCD piksel:
- "Upaljen" piksel, koji se javlja kao jedan ili više slučajno raspoređenih crvenih,   plavih i/ili zelenih piksela na potpuno tamnoj pozadini, ili
- "nedostajući" ili "mrtav" piksel koji se javlja kao crna tačka na potpuno beloj pozadini.

Prvi je češći i rezultat je slučajnog kratkog spoja tranzistora, što ima za posledicu da je piksel (crveni, zeleni ili plavi) stalno uključen. Nažalost, posle sklapanja uređaja nemoguća je popravka ove greške. Može se onesposobiti neispravan tranzistor pomoću lasera. Međutim, to će samo stvoriti crne tačke koje će se pojaviti na beloj pozadini. Stalno uključivanje piksela je prilično česta pojava u proizvodnji displeja sa tečnim kristalima, pa proizvođači postavljaju granice  - zasnovane  na troškovima  proizvodnje  i povratnim  informacijama  od korisnika  - koliko neispravnih piksela je još uvek prihvatljivo za dati LCD panel. Cilj postavljanja  tih granica je da se održi razumna cena proizvoda uz minimizaciju odvraćanja korisnika zbog lošijeg kvaliteta u pogledu neispravnih piksela. Na primer, panel sa rezolucijom od 1024x768 - koji sadrži ukupno 2359296 (1024x768x3) piksela - i koji ima 20 neispravnih piksela, imao bi procenat neispravnih piksela od (20/2359296)*100 = 0.0008%.

## Spoljašnje veze
- LCD Monitor Teardown – engineerguyvideo на веб-сајту
- History and Physical Properties of Liquid Crystals by Nobelprize.org
- Definitions of basic terms relating to low-molar-mass and polymer liquid crystals (IUPAC Recommendations 2001)
- An intelligible introduction to liquid crystals from Case Western Reserve University
- Liquid Crystal Physics tutorial Архивирано на веб-сајту  (5. август 2007) from the Liquid Crystals Group, University of Colorado
- Molecular Crystals and Liquid Crystals a journal by Taylor and Francis
- Hot-spot detection techniques for ICs
- PixPerAn, software for testing motion blur (ghosting) on a monitor